# Op de strip
Op de strip is een lied van het Nederlandse rapper KA. Het werd in 2021 als single uitgebracht en stond in 2022 als veertiende track op het album Recklezz.

## Achtergrond
Op de strip is geschreven door Ayoub Chemlali en Boris Kruyver en geproduceerd door Keyser Soze. Het is een nummer dat past in de genres nederhop en trap. In het lied rapt KA over zijn straatleven, waarbij hij ingaat op illegale activiteiten, zijn dominantie en zijn successen. De single heeft in Nederland de gouden status.

## Hitnoteringen
De artiest had bescheiden succes met het lied in Nederland. Het piekte op de 32e plaats van de Single Top 100 in de vijf weken dat het in deze hitlijst te vinden was. De Top 40 en haar Tipparade werden niet bereikt.